# Linia kolejowa Tukums – Jełgawa
Linia kolejowa Tukums – Jełgawa – linia kolejowa na Łotwie łącząca stację Tukums II ze stacją Jełgawa.
Linia na całej długości jest niezelektryfikowana i jednotorowa.

## Historia
Linia powstała w 1904 jako część Kolei Moskiewsko-Windawskiej. Początkowo leżała w Imperium Rosyjskim, w latach 1918 - 1940 położona była na Łotwie, następnie w Związku Sowieckim (1940 - 1991). Od 1991 ponownie znajduje się w granicach niepodległej Łotwy.